# Крубера (пећина)
Крубера или Воронија је друга најдубља јама на свету. Налази се у Грузији, у аутономној републици Абхазија, на северу земље. До 2017. ова јама је била најдубља на свету, све док се истраживачи нису спустили још ниже у пећини Вериовкина. Откривена је тек 1960. године, а постала је најдубља тек 2001. године када су украјински истраживачи дошли до дубине од 1710 метара. Временом су откривани нови пролази и данашња најнижа тачка јаме је скоро 2200 метара. Најближи град је Гагра.

### Настанак
Масив Арабика је богат пећинама и јамама. На том простору се налази чак пет јама које су дубље од 1000 метара. Претпоставља се да су пећине овог масива настале пре око пет милиона година, када су планине почеле да се уздижу. 

### Опште карактеристике
Име је добила по признатом руском спелеологу Александру Круберу. Јама почиње високо у планинама, на надморској висини од 2 250 метара. Постоји више уских улаза. Састоји се од бројних бунара који су међусобно повезани пролазима. Путеви унутар јаме су на појединим местима широки као тунели метроа. Постоје две главне гране од којих једна досеже до дубине од 1697, а друга 2197 метара.
Њене воде снадбевају, још увек незванично по Гинисовој књизи рекорда, најкраћу реку на свету (дужине од 18 метара) која се улива у Црно море по имену Репроис.

### Живи свет
Plutomurus ortobalaganensis је биће које живи на 1980 метара испод површине земље. Храни се гљивицама и другим материјама, које су једине присутне у овим условима. Поред ове, откривене су још три нове врсте, а то су: anurida stereoodorata, deuteraphorura kruberaensis i schaefferia profundissima. Све наведене врсте су мали и примитивни бескрилни инсекти.
Пошто живе у потпуној тами немају очи. Plutomurus ortobalaganensis тај недостатак надомешћује високо специјализованом формом хемијског рецептора,  односно антенама на глави.
Значај овог открића је сазнање да се живот одвија и у тоталном мраку, али и у условима где је исхрана врло оскудна.

### Истраживања
Јаму су први истраживали спелеолози из Грузије 1960. године. Тада је савладана дубина од тек 95 метара. Друго истраживање спроведено је осам година касније и стигло се до коте од 210 метара. Осамдесетих година прошлог века напредовало се за још 130 метара. Затим, уследила је пауза у откривању јаме из политичких разлога.
Крајем прошлог века дошло се до 1410 метара, а 2001. још 300 метара ниже, што је било довољно за светски рекорд. Након неколико поправљања рекорда, по први пут до 2000 метара дубине спустили су се истраживачи 2007, а након пет година тим предвођен Генади Самохином дошао је до најниже до сада истражене тачке јаме.
Јама и подручје западног Кавказа представља велике могућности нових открића што се тиче открића из ове области. Оно што су за планинаре Хималаји, то је масив Арабика за спелеологе.